# تغییر شکل (مهندسی)

تنش فشاری وارد شده به یک استوانه که باعث کوتاهی و عریض شدن آن می‌شود.

تغییر شکل یا دگرشکلی (به انگلیسی: Deformation) در علم مواد، به تغییر شکل یا اندازه یک جسم با توجه به نیروی اعمال شده (انرژی تغییر شکل در این مورد از طریق کار منتقل می‌شود) یا تغییر در درجه حرارت (انتقال انرژی از طریق گرما) گفته می‌شود. مورد اول می‌تواند در نتیجه نیروهای کششی، نیروهای فشاری، نیروهای برشی، خمش یا پیچش باشد. در مورد دوم مهم‌ترین عاملی که با درجهٔ حرارت تعیین می‌شود، تحرک نقص‌های ساختاری مانند مرز بلورها، تهی جایی و نابه جایی در جامدات کریستالی و غیر کریستالی است. حرکت یا جا به جایی این نقص‌های متحرک به صورت حرارتی فعال شده و توسط میزان نفوذ اتمی محدود می‌شود. تغییر شکل اغلب به عنوان کرنش در نظر گرفته می‌شود.
همان‌طور که تغییر شکل رخ می‌دهد، نیروهای داخلی بین مولکولی با نیروهای اعمال شده مخالفت می‌کنند. اگر نیروی اعمال شده خیلی زیاد نباشد این نیروها ممکن است برای مقاومت کامل در برابر نیروهای خارجی اعمال شده کافی باشند و به جسم اجازه دهند تا یک حالت سکون و تعادل جدید به خود بگیرد و بعد از برداشتن بار (نیروی اعمال شده) به حالت اولیه خود بازگردد. یک نیروی اعمال شدهٔ بزرگتر ممکن است به تغییر شکل دایمی جسم یا حتی به شکست ساختاری آن منجر شود.
اگر تغییر شکل ناچیز باشد می‌توان از مفهوم جسم صلب بهره برد.

## انواع تغییر شکل
بسته به نوع مواد، اندازه و شکل هندسی جسم، نیروی اعمال شده ممکن است به انواع مختلف تغییر شکل منجر شود. تصویر سمت چپ منحنی تنش- کرنش مهندسی برای یک مادهٔ چکش خوار معمولی مانند فولاد را نشان می‌دهد. مدل‌های تغییر شکل مختلف ممکن است تحت شرایط مختلفی رخ دهد. به عنوان مثال می‌تواند با استفاده از یک طرح مکانیسم تغییر شکل به تصویر کشیده شود.

نمودار تنش – کرنش به همراه مراحل مختلف تغییر شکل.

### تغییر شکل کشسانی
گسیختگی الاستیک به صورت ارتجاعی می‌باشد یعنی عضو به‌طور ناگهانی مقاومت خود را ازدست می‌دهد و شکسته می‌شود. کلیه طراحان سازه عمرانی سعی می‌کنند عضو را طوری طراحی کنند که به این صورت گسیخته نشود و قبل از گسیختگی تغییر شکل دهد.
تغییر شکل کشسان (elastic deformation) به نوعی از تغییر شکل ماده گفته می‌شود که طی آن بر اثر تغییر در فاصله بین پیوندهای اتمی شکل ماده تغییر می‌کند. این نوع تغییر شکل برگشت‌پذیر است و زمان که بار از روی ماده برداشته می‌شود، ماده شکل اولیه خود را بازمی‌یابد. کشسان سنج (الاستومر) و فلزات حافظه دار مانند نایتینول محدوده وسیع تغییر شکل را نشان می‌دهند همان‌طور که لاستیک این کار را می‌کند و رفتار کشسانی (الاستیسیته) این مواد غیر خطی است. در حالی که فلزات رایج، سرامیک‌ها و اغلب کریستال‌ها رفتار کشسانی خطی در محدوده به نسبت کوچک‌تری از خود نشان می‌دهند. تغییر شکل خطی کشسان از قانون هوک تبعیت می‌کند:
{\displaystyle \sigma =E\varepsilon }
که در آن {\displaystyle \sigma } تنش اعمال شده، {\displaystyle E} ثابت کشسان که به افتخار توماس یانگ، مدول یانگ نیز نامیده می‌شود و ε کرنش به دست آمده است. این رابطه تنها در محدودهٔ الاستیک به کار برده می‌شود و نشان می‌دهد که شیب منحنی تنش- کرنش می‌تواند برای یافتن مدول یانگ مورد استفاده قرار گیرد. مهندسان اغلب این محاسبه را در آزمون‌های کشش به کار می‌برند. ناحیه الاستیک هنگامی به پایان می‌رسد که مواد به نقطه تسلیم برسند. در این نقطه تغییر شکل پلاستیک آغاز می‌شود. لازم است به این نکته توجه داشته باشید که تمام مواد الاستیک تحت تغییر شکل خطی الاستیک نیستند. برخی از جمله بتن، چدن خاکستری و بسیاری از پلیمرها واکنش غیر خطی از خود نشان می‌دهند؛ بنابراین برای این مواد قانون هوک غیرقابل اعمال است.

### تغییر شکل پلاستیک
این نوع تغییر شکل برگشت‌ناپذیر است. به هر حال، یک جسم در محدودهٔ تغییر شکل پلاستیک (Plastic deformation) برای اولین بار دچار تغییر شکل الاستیک که برگشت‌پذیر است خواهد شد، بنابراین جسم در بخشی از راه به شکل اولیه خود برخواهد گشت. ترموپلاستیک نرم محدوده تغییر شکل پلاستیک وسیع تری نسبت به فلزات چکش‌خوار مانند مس، نقره و طلا را داراست. فولاد هم همین‌طور عمل می‌کند اما چدن نه. ترموست سخت، لاستیک، کریستال‌ها و سرامیک‌ها دارای کمترین محدوده تغییر شکل پلاستیک می‌باشند. آدامس ماده‌ای است که محدوده وسیعی از تغییر شکل پلاستیک را داراست و می‌تواند ده‌ها بار از طول اولیه خود بیشتر کشیده شود.
تحت تنش کششی، تغییر شکل پلاستیک توسط ناحیه سختی کرنش و ناحیه لاغری و در نهایت شکستگی (گسیختگی) مشخص می‌شود. در طی سختی کرنش، ماده از طریق حرکت نابجایی اتمی مستحکم تر می‌شود. در مرحلهٔ لاغری با کاهش در سطح مقطع عرضی نمونه نمایان می‌شود. لاغری بعد از استحکام نهایی شروع شده و در طول لاغری مواد دیگر نمی‌توانند در برابر حداکثر فشار مقاومت کنند و کرنش در نمونه به سرعت افزایش می‌یابد. تغییر شکل پلاستیک با گسستگی مواد از هم به پایان می‌رسد.

#### خستگی فلزات
یکی دیگر از مکانیسم‌های تغییر شکل، خستگی فلزات است که اصولاً در فلزات چکش خوار رخ می‌دهد. در ابتدا تصور می‌شد که یک مادهٔ تغییر شکل یافته تنها در محدوده الاستیک با برداشتن بار به حالت اولیه خود بازمی‌گردد. با این حال [نقایص] در سطح مولکولی با هر تغییر شکل پدیدار می‌شوند. بعد از بسیاری از تغییر شکل‌ها، ترک‌ها شروع به ظاهر شدن می‌کنند و بعد از آن بدون هیچ تغییر شکل پلاستیک، گسیختگی رخ می‌دهد. بسته به نوع مواد، شکل و نحوهٔ نزدیک شدن به حد الاستیکی که تغییر شکل یافته، شکست ممکن است نیازمند هزاران، میلیون‌ها یا میلیاردها بار از این تغییر شکل‌ها باشد.
خستگی فلزات از علل عمده در نقص‌های هواپیما مانند DH 106 Comet بود، به خصوص قبل از اینکه فرایند خستگی به خوبی درک شده باشد. دو روش برای تعیین زمانی که یک بخش در معرض خطر خستگی است وجود دارد: پیش‌بینی هنگامی که شکست با توجه به نوع مواد، شکل، فشار، تکرار رخ خواهد داد و جایگزینی مواد آسیب‌پذیر قبل از اینکه شکت رخ دهد. روش دیگر انجام بازرسی برای تشخیص ترک‌های میکروسکوپی و جایگزینی آنهایی که در آن‌ها شکست رخ داده است. انتخاب موادی که تمایل کمتری به خستگی دارند در طول فرایند تولید بهترین راه حل است اما همیشه ممکن نیست. اجتناب از اجسام با گوشه‌های تیز خستگی فلزات را محدود می‌کند اما آن را از بین نمی‌برد.

#### شکست فشاری
معمولاً تنش فشاری به میله‌ها، ستون‌ها و غیره اعمال می‌شود که نتیجه آن کوتاه شدن است.
بارگیری یک عضو سازه یا یک نمونه، تنش فشاری را تا رسیدن به مقاومت فشاری افزایش خواهد داد. با توجه به خواص مواد، شکست به صورت تسلیم در مواد با رفتار چکش خواری و انعطاف‌پذیری (اغلب فلزات و برخی خاک‌ها و پلاستیک‌ها) یا به صورت پارگی برای مواد غیر چکش خوار و ترد (چدن، شیشه) رخ خواهد داد.
در عضوهای سازه‌ای بلند و باریک مانند ستون‌ها و میله‌های خرپا، به دلیل پدیده کمانش، افزایش نیروی فشاری F باعث می‌شود که عضو در تنشی کمتر از تنش مقاومت دچار شکست ساختاری می‌شود.

### گسیختگی

نموداری از یک منحنی تنش-کرنش که رابطه بین تنش (نیروی وارده) و کرنش (تغییر شکل) رادر یک جسم چکش‌خوار نشان می‌دهد..

این نوع تغییر شکل نیز برگشت‌ناپذیر است. بعد از اینکه مواد به پایان مرحله الاستیک و سپس مرحله پلاستیک رسیده باشند شکست رخ می‌دهد. در این مرحله نیروها تا زمانی‌که برای ایجاد شکستگی به حد کافی برسند انباشته می‌شوند. اگر نیروی کافی اعمال شود، تمام مواد در نهایت دچار گسیختگی می‌شوند.

## تصورات غلط
یک تصور غلط رایج این است که تمام موادی که خم می‌شوند ضعیف و آنهایی که خم نمی‌شوند مستحکم و قوی هستند. در واقع، اکثر موادی که تحت تغییر شکل‌های بزرگ الاستیک و پلاستیک قرار دارند مانند فولاد، می‌تواند تنش‌هایی که باعث می‌شود مواد شکننده (مانند شیشه که دارای کمترین محدوده تغییر شکل پلاستیک است) بشکند را جذب کند.